# Stef Broenink
Stefan Broenink, noto anche come Stef Broenink (Apeldoorn, 19 settembre 1990), è un canottiere olandese, vincitore dell'argento nel due di coppia ai Giochi olimpici di Tokyo 2020.

## Biografia
Si è messo in mostra alla XXVII Universiade di Kazan' 2013, dove ha ottenuto la medaglia di bronzo nell'otto con Hugo van Velzen, Vincent van der Leer, Maarten van Blokland, Jonathan Lemaire, Geert Hemminga, Menno van Blitterswijk, Mathew Kleine Punte e Marc Hummelink.
Agli europei di Poznań 2020 
ha guadagnato la medaglia d'oro nel due di coppia, con Melvin Twellaar, precedendo sul podio gli svizzeri Barnabé Delarze e Roman Röösli e gli irlandesi Daire Lynch e Ronan Byrne.
Agli europei di Varese 2021 ha vinto l'argento nel due di coppia con Melvin Twellaar, terminando alle spalle dell'imbarcazione francese di Hugo Boucheron e Matthieu Androdias.
Ha rappresentato i Paesi Bassi ai Giochi olimpici estivi di Tokyo 2020 nel due di coppia, dove sempre con Melvin Twellaar, ha vinto l'argento, ancora una volta superati solo dall'armo francese composto da Hugo Boucheron e Matthieu Androdias.
Agli europei di Bled 2023 ha concluso terzo nel due di coppia con Melvin Twellaar, terminando dietro ai fratelli croati Marin e Valent Sinković ed agli italiani Luca Rambaldi e Matteo Sartori.

## Palmarès
- Giochi olimpici estivi

Tokyo 2020: argento nel due di coppia;
Parigi 2024: argento nel due di coppia;
- Europei

Campionati europei di canottaggio 2020: oro nel due di coppia;
Varese 2021: argento nel due di coppia;
Monaco di Baviera 2022: oro nel singolo;
Bled 2023: bronzo nel due di coppia;
- Universiadi

Kazan' 2013: bronzo nell'otto;